# Liste der Biografien/Haum
Liste der Biografien |
Portal Biografien |
Personensuche
# |
A |
B |
C |
D |
E |
F |
G |
H |
I |
J |
K |
L |
M |
N |
O |
P |
Q |
R |
S |
T |
U |
V |
W |
X |
Y |
Z |
?
 
Ha |
Hd |
He |
Hi |
Hj |
Hk |
Hl |
Hm |
Hn |
Ho |
Hr |
Hs |
Ht |
Hu |
Hv |
Hw |
Hy
 
Haa |
Hab |
Hac |
Had |
Hae–Haf |
Hag |
Hah |
Hai |
Haj |
Hak |
Hal |
Ham |
Han |
Hao |
Hap |
Haq |
Har |
Has |
Hat |
Hau |
Hav |
Haw |
Hax |
Hay |
Haz
 
Haua |
Haub |
Hauc |
Haud |
Haue |
Hauf |
Haug |
Hauk |
Haul |
Haum |
Haun |
Hauo |
Haup |
Haur |
Haus |
Haut |
Hauv |
Hauw |
Haux |
Hauy |
Hauz
Die Liste der Biografien führt alle Personen auf, die in der deutschsprachigen Wikipedia einen Artikel haben. Dieses ist eine Teilliste mit 9 Einträgen von Personen, deren Namen mit den Buchstaben „Haum“ beginnt.

## Haum
- Haum, Herbert (1925–2010), deutscher Tourismusmanager

### Hauma
- Haumann, Arnold (1923–2008), deutscher evangelischer Pfarrer und Friedensaktivist
- Haumann, Friedrich (1857–1924), deutscher Beamter und Generaldirektor
- Haumann, Heiko (* 1945), deutscher Historiker
- Haumann, Heinz-Peter (* 1959), deutscher Politiker (CDU), ehemaliger Oberbürgermeister der Universitätsstadt Gießen
- Haumann, Helmut (* 1940), deutscher Energiemanager, Kommunalpolitiker und InitiatorHelmut Haumann (* 1940)

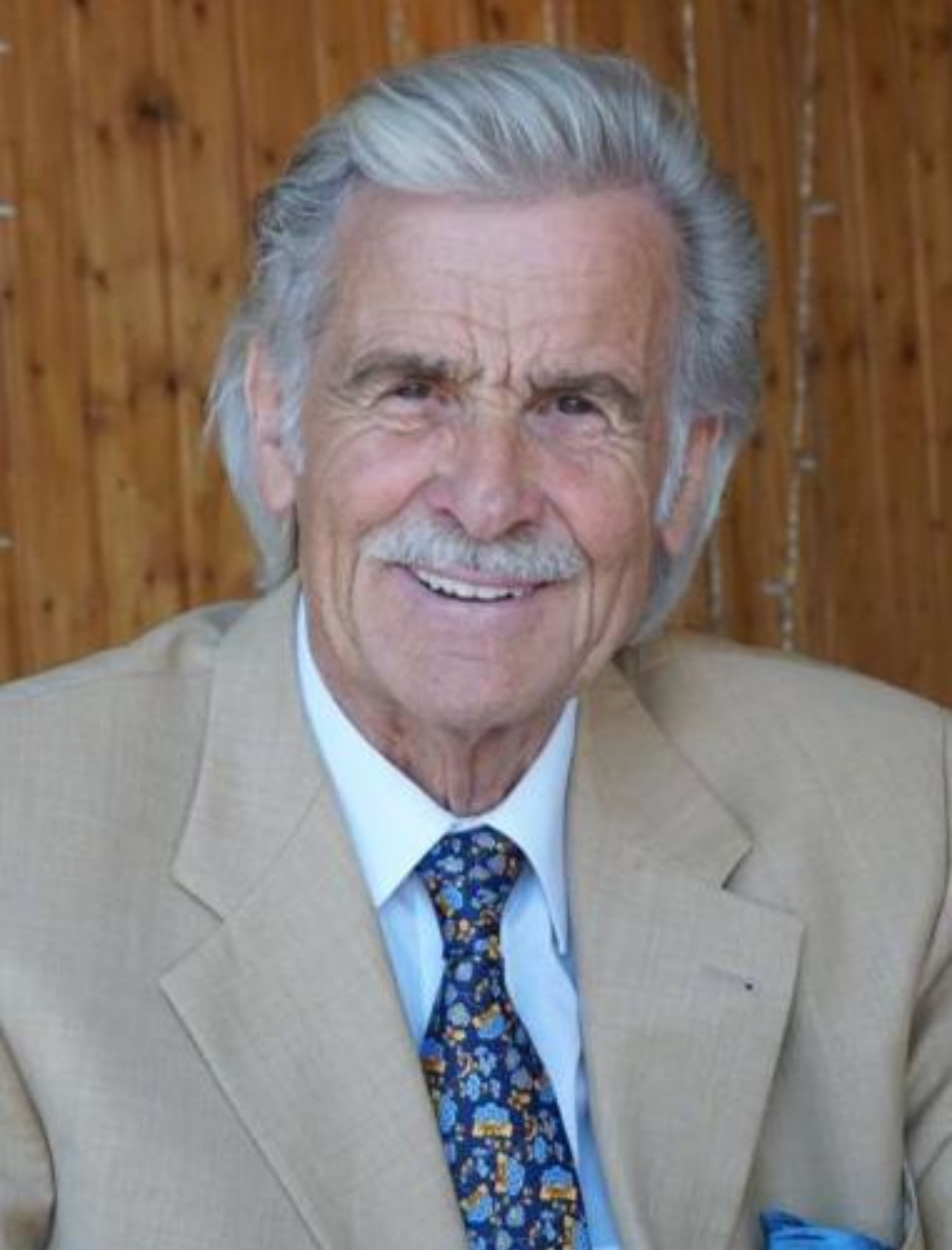
Helmut Haumann (* 1940)

- Haumann, Werner (* 1955), deutscher Offizier der Luftwaffe der Bundeswehr, Deputy Chief of Staff (DCoS) Support beim Allied Joint Force Command Naples in Neapel, Italien

### Haume
- Haumer, Günter (* 1973), österreichischer Opernsänger (Bariton) und Gesangspädagoge

### Haumm
- Haummer, Walter (1928–2008), österreichischer Fußballspieler